# Arte de cocina, pastelería, vizcochería y conservería
Arte de cozina, pastelería, vizcochería y conservería es un libro de cocina escrito por Francisco Martínez Motiño y publicado en 1611. Es uno de los compendios sobre gastronomía más importantes publicados en idioma español. Dependiendo de la edición, tiene un total de páginas que ronda entre las 400 y 500, y en ellas, se ofrecen alrededor de quinientas recetas de cocina, pastelería, vizcochería  [sic] y conservas.
Poco se conoce del autor Francisco Martínez Motiño, comúnmente abreviado como Motiño, aparte de que dirigió las cocinas reales de Felipe II, III y IV.

## Contenido
Explica Motiño en el libro que toda cocina debía basarse en tres principios, que en orden de importancia son: la limpieza, el gusto y la presteza. La higiene en cocina fue un aspecto por el que destaca Motiño, ya que él mismo empezó de niño galopín (quienes tenían la tarea de asear las cocinas), y ello se ve reflejado en su libro. Aunque el gran corpus de este libro de cocina lo ocupan las recetas, también se habla sobre aspectos de aseo, de los cortes de cocina y del protocolo a la hora de servir la comida y consumirla. Trata temas como los utensilios, las medidas, los ingredientes, las técnicas de cocción y hasta las costumbres cotidianas. Introduce alimentos novedosos como el tomate o el puerro y vincula la alimentación con la salud. Arte de cozina, pastelería, vizcochería y conservería se divide en los siguientes capítulos:
- Cap. I, De los géneros de banquetes y de la limpieza de los cocineros
- Cap. II, Pastelería, vizcochería y conservería
- Cap. III, Memoria de conservas y jaleas

## Reediciones
- 1653: Manuel López (ed.). Arte de cocina, pasteleria, vizcocheria, y conserveria. Madrid: Imprenta de Maria de Quiñones.
- 1676: Arte de cocina, pasteleria, vizcocheria, y conserveria. Madrid: Imprenta de Iulian de Paredes.
- 1732: Arte de cocina, pasteleria, vizcocheria, y conserveria. Barcelona: Imprenta de Joseph Cormellas.
- 1763: Arte de cocina, pasteleria, vizcocheria y conserveria. Barcelona: Imprenta de María Ángela Martí Viuda.
- 1790: Arte de cocina, pasteleria, vizcocheria, y conserveria. Madrid: Imprenta de Don Joseph Doblado.
- 1778: Arte de cocina, pastelería, vizcochería, y conservería. Madrid: Imprenta de Pantaleón Aznar.
- 1809: Arte de cocina, pastelería, vizcochería y conservería. Madrid: Imprenta de Don Joseph Doblado.
- 1822: Arte de cocina, pastelería, vizcochería y conservería. Madrid: Imprenta de la viuda de Barco López.
- 1823: Arte de cocina, pastelería, vizcochería y conservería. Barcelona: Imprenta de Sierra y Martí.
- 1982: Arte de cocina, pastelería, vizcochería y conservería. Tapa dura. Tusquets Editores. ISBN 978-84-7223-425-3.
- 2006: Arte de cocina, pastelería, vizcochería y conservería. Tapa blanda. Editorial Maxtor. ISBN 978-84-9761-300-2.
- 2009: Arte de cocina, pastelería, vizcochería y conservería. Tapa blanda. Extramuros Edición, S.L. ISBN 978-84-9862-339-0.

Pueden existir otras reediciones no presentadas en este listado.